# نكبة البرامكة
نكبة البرامكة مصطلح يشير إلى ما وقع للبرامكة على يد الخليفة العباسي هارون الرشيد من قتل وتشريد، ومصادرة أموال، وقد كانوا وزراء الدولة وأصحاب الأمر والسلطان، وتعد هذه الحادثة أحد أبرز الأحداث السياسية المؤثرة في حكم هارون الرشيد، إذ أنها كانت حلقة في سلسلة نكبات طالت وزراء الدولة العباسية منذ قتل أبي مسلم الخراساني بتدبير الخليفة أبو جعفر المنصور، وقتل معظم المقربين من الخلفاء العباسيين، كآل سهل فيما بعد.

## مكانة البرامكة
لقد قام الخليفة هارون الرشيد بقتل البرامكة وإبادتهم بعد محاولتهم إبداء الفتنة بين الأخوين والتدخل في أحكام الخليفة هارون الرشيد في أمور الدولة من غير حق علما بأن الخليفة هارون الرشيد خليفة عادل ومنصف ولكن لم يرغبوا بهذا، كانت للبرامكة مكانة عالية في الدولة العباسية، فقد كان يحيى بن خالد البرمكي مسؤولاً عن تربية الرشيد، أما زوجته فقد أرضعت الخليفة هارون الرشيد، وقد قام يحيى بن خالد على أمر وزارة الرشيد وقد فوضه الرشيد بكل الأمور. أما الفضل بن يحيى بن خالد فقد كان أخ الرشيد من الرضاعة ووكله على تربية ابنه المأمون بن هارون الرشيد.

## مؤشرات النكبة
البيعة للأمين بولاية العهد
لم يكد الأمين يبلغ الخامسة من عمره حتى اجتهدت أمه زبيدة وأخواله في أن تؤول إليه ولاية العهد، لتكون الخلافة له من بعد أبيه.
وبالرغم من أن الرشيد كان يتوسم النجابة والرجاحة في «عبد الله المأمون»، ويقول: «إن فيه حزم المنصور، ونسك المهدي، وعزة الهادي، ولو شئت أن أقول الرابعة مني لقلت»- فإنه قدَّم محمدا بن زبيدة على أخيه الأكبر المأمون، مع علمه أن متبع هواه. ولعل رغبة أمراء البيت العباسي واجتماعهم على تولية الأمين كانت وراء نزول الرشيد على رأيهم، وتحقيق تلك الرغبة التي اجتمعوا عليها.
وكانت حجتهم في ذلك أن الأمين هاشمي الأبوين، وأن ذلك لم يجتمع لغيره من خلفاء بني العباس، وكان يؤجج تلك الرغبة كرههم لـ«آل برمك» الذين استأثروا بالرشيد، ونالوا لديه حظوة ومكانة كبيرة.
استدعى الرشيد الأمراء والقادة ورجال الحاشية، وطلب الفقهاء ليُشهدهم على قراره الخطير الذي عقد عليه العزم، وهو البيعة لابنه الثاني «محمد الأمين». وفي يوم الخميس (6 من شعبان 175 هـ = 8 من ديسمبر 791 م) عقد الرشيد مجلس البيعة، وأخذت لمحمد البيعة، ولقبه أبوه بـ«الأمين»، وولاه في الحال على بلاد الشام والعراق، وجعل ولايته تحت إدارة مربيه «الفضل بن يحيى البرمكي».

## دور البرامكة في ولاية العهد للمأمون
وبالرغم من عدم معارضة البرامكة في مسألة ولاية عهد الرشيد لابنه الأمين وسعيهم- في أول الأمر- إلى تزكية هذا الاختيار وتزيينه للرشيد ودفعهم له إلى إتمامه، فإنهم ما لبثوا أن شعروا بأنهم أساءوا الاختيار، وخصوصًا عندما أصبح الأمين شابًّا يافعًا، وبعد ظهور نفوذ أمه «زبيدة»، التي أصبحت تنقم على البرامكة ما صاروا إليه من النفوذ والسلطان في بلاط الرشيد.
عندئذ بدأ البرامكة يعيدون النظر في مسألة ولاية العهد، فاستخدموا نفوذهم، واستغلوا قربهم من الرشيد ومنزلتهم عنده في إيجاد منافس للأمين وأمه زبيدة، ووجدوا بغيتهم في شخص «المأمون» الأخ الأكبر، خاصة أن أمه فارسية.
واستطاع البرامكة أن يجعلوا الرشيد يعقد البيعة لولده «عبد الله المأمون»، على أن تكون ولاية العهد له من بعد أخيه الأمين، وذلك في سنة (182 هـ = 798م)، بعد مضي نحو ثماني سنوات من بيعته الأولى للأمين.
وأخذ «الرشيد» على ولديه «الأمين» و«المأمون» المواثيق المؤكدة، وأشهد عليهما، ثم وضع تلك البيعة في حافظة من الفضة، وعلقها في جوف الكعبة.
بعد ذلك بأربعة أعوام في سنة (186 هـ = 802م) عقد الرشيد ولاية العهد لابنه «القاسم» من بعد أخويه، ولقبه بـ«المؤتمن».

## نكبة البرامكة والطريق إلى العرش
وإزاء تعاظم نفوذ البرامكة، واحتدام الصراع بين الفريقين، بدأت الأمور تتخذ منحىً جديدًا، بعد أن نجحت الدسائس والوشايات في إيغار صدر الرشيد على البرامكة، وذلك بتصويره بمظهر العاجز أمام استبداد البرامكة بالأمر دونه، والمبالغة في إظهار ما بلغه هؤلاء من الجرأة على الخليفة، وتحكُّمِهم في أمور الدولة؛ حتى قرر الرشيد التخلص من البرامكة ووضع حد لنفوذهم.
ولم يكن ذلك بالأمر الهين أو المهمة السهلة؛ فقد تغلغل البرامكة في كل أمور الدولة، وصار لهم كثير من الأنصار والأعوان، فاتبع الرشيد سياسة الكتمان، واستخدم عنصر المفاجأة؛ حتى يلحق بهم الضربة القاضية.
وفي ليلة السبت (أول صفر 187 هـ = 29 من يناير 803م)، أمر رجاله بالقبض على البرامكة جميعًا، وأعلن ألا أمان لمن آواهم، وأخذ أموالهم وصادر دورهم وضياعهم. وفي ساعات قليلة انتهت أسطورة البرامكة وزالت دولتهم، وتبددت سطوة تلك الأسرة التي انتهت إليها مقاليد الحكم وأمور الخلافة لفترة طويلة من الزمان، تلك النهاية المأساوية التي اصطُلح على تسميتها في التاريخ بـ«نكبة البرامكة».
وكان لتلك النكبة أكبر الأثر في إثارة شجون القومية الفارسية، فعمدت إلى تشويه صورة الرشيد ووصفه بأبشع الصفات، وتصويره في صورة الحاكم الماجن المستهتر الذي لا همّ له إلا شرب الخمر ومجالسة الجواري، والإغراق في مجالس اللهو والمجون؛ حتى طغت تلك الصورة الظالمة على ما عُرف عنه من شدة تقواه وحرصه على الجهاد والحج عامًا بعد عام، وأنه كان يحج ماشيًا ويصلي في كل يوم مائة ركعة.
وفي أواخر سنة (192 هـ == 808م) خرج الرشيد لحرب «رافع بن الليث»، واستخلف على بغداد ابنه الأمين، وفي الطريق مرض الرشيد، وما لبث أن اشتد عليه المرض، وفاضت روحه في (3 من جمادى الآخرة 193م == 24 من مارس 809م)، فتولى الخلافة من بعده ابنه «محمد الأمين».

## خلافة الأمين والصراع بين الأخوين
تولى الأمين الخلافة وعمره ثلاث وعشرون سنة، ولكن لم تتم له البيعة إلا في (منتصف جمادى الآخرة 193هـ = 4 من إبريل 809م).
وقد أدى تولي الأمين الخلافة إلى إثارة الفتنة بينه وبين أخيه المأمون، ومما أذكى نار هذه الفتنة وقوع التنافس بين رجلين قويين كان أحدهما الوزير «الفضل بن الربيع»، الذي يسيطر على الأمين، والآخر هو «الفضل بن سهل»، الذي يسيطر على المأمون، بالإضافة إلى اتخاذ العنصر العربي والفارسي من ابني الرشيد رمزًا للصراع بين العرب والعجم، والتفاف كل فريق حول صاحبه.
واستطاع الفضل بن الربيع إقناع الأمين بعزل أخيه المأمون من ولاية العهد، وأن يجعلها في ابنه «موسى بن الأمين»، ثم ما لبث أن خلع أخاه المؤتمن من ولاية العهد.
وأعلن الأمين البيعة بولاية العهد لابنه موسى وسماه «الناطق بالحق»، وأمر بالدعاء له على المنابر بعده، وقطع ذكر المأمون والمؤتمن. وبذلك يكون قد نكث عما أخذه عليه أبوه الرشيد من عهود ومواثيق.
وقد أثار موقف الأمين من أخيه غضب أهل خرسان؛ فانحازوا إلى المأمون ضد أخيه، وكان على رأس المؤيدين «هرثمة بن أعين» قائد الجند، و«طاهر بن الحسين» الذي خرج على رأس جيش كبير معظمه من الفرس من خراسان. وفي المقابل جهز الأمين جيشًا مكونا من ثمانين ألف مقاتل معظمهم من عرب البادية، وجعل عليه «علي بن عيسى»، وكان يكره أهل خراسان؛ لأنهم دسوا عليه عند الرشيد، فعزله من ولاية خراسان وحبسه، حتى أطلقه الأمين واتخذه قائدًا لجيشه.
والتقى الجيشان على مشارف «الري»، ودارت بينهما معركة عنيفة، كان النصر فيها حليفًا لجيش المأمون بقيادة «طاهر بن الحسين»، وقُتل «علي بن عيسى» قائد جيش الأمين.
وأعلن طاهر بن الحسين خلع الأمين، ونادى بالبيعة للمأمون بالخلافة؛ فأرسل الأمين جيشًا آخر قوامه عشرون ألف مقاتل، وجعل على رأسه «عبد الرحمن بن جبلة الأبنادي»، لكنه لقي هزيمة منكرة وقُتل الكثير من جنوده، وما لبث أن قُتل.
وأرسل الأمين جيشًا ثالثًا بقيادة «أحمد بن مزيد» على رأس أربعين ألف مقاتل من عرب العراق، ولكن طاهر بن الحسين استطاع أن يبث جواسيسه داخل ذلك الجيش فأشاعوا الفرقة بين قادته وجنوده حتى اقتتلوا وانسحبوا عائدين قبل أن يلقوا خصومهم.
ولم يستطع الأمين أن يجهز جيشًا آخر لملاقاة أهل خراسان، بعد أن رفض الشاميون السير معه، وانضم عدد كبير من جنوده وأعوانه إلى خصومه، وفر كثير منهم إلى المدائن.

## حصار بغداد وسقوط الأمين
وقد سادت الفوضى والاضطراب «بغداد» عاصمة الخلافة؛ حتى قام «الحسين بن علي بن عيسى بن ماهان» بانقلاب ضد الأمين، وأعلن خلعه من الخلافة، وحبسه هو وأمه زبيدة في قصر المنصور في (رجب 196 هـ = مارس 812م)، وأعطى بيعته للمأمون، لكن فريقًا من أنصار الأمين استطاعوا تخليصه من الأسر، وأعادوه إلى قصر الخلافة.
وتقدم جيش المأمون نحو بغداد فحاصرها خمسة عشر شهرًا، وضربها بالمجانيق حتى أصيبت بأضرار بالغة، وتهدمت أسوارها، وأصابها الخراب والدمار، وسادت فيها الفوضى، وعمت المجاعات حتى اضطر الأمين إلى بيع ما في خزائنه للإنفاق على جنوده وأتباعه.
وبدأت المدينة تتهاوى حتى سقطت أمام جنود المأمون، وتم القبض على الأمين ووضعه في السجن. وفي ليلة (25 من المحرم 198 هـ = 25 من سبتمبر 813م) دخل عليه جماعة من الفرس في محبسه، فقتلوه ومثّلوا بجثته، وانتقلت الخلافة إلى أخيه المأمون بعد نحو خمسة أعوام من الصراع المرير والدامي بين الأخوين.

## حوادث النكبة
في عهد هارون الرشيد (170 - 193هـ = 786 - 809م)
بلغت في عهد الدولة العباسية أوج قوتها وعظمتها، فقد قضى على الخوارج والعلويين، كما قضى على غارات الروم، ووصلت جيوشه إلى أنقرة (تركيا)، وتمتع بشهرة عالمية حيث اتصل بإمبراطور الصين، وتبادل الهديا مع الإمبراطور شارلمان بغرب أوروبا.
في عصره صارت بغداد مركز التجارة العالمية، وملتقى العلماء والشعراء والفقهاء من كل الأرجاء.
ولما ازداد نفوذ البرامكة (الفرس) الذين استعان بهم وعين منهم الوزراء وخشي زيادة سلطتهم في الدولة، قضى عليهم، ويعرف سقوط هذه الدولة (بنكبة البرامكة).